# Microphilypnus ternetzi
Microphilypnus ternetzi is een straalvinnige vissensoort uit de familie van de slaapgrondels (Eleotridae). De wetenschappelijke naam van de soort is voor het eerst geldig gepubliceerd in 1927 door Myers.